# Arracacha
Arracacia xanthorrhiza
Espèce
L'arracacha, ou pomme de terre-céleri (Arracacia xanthorrhiza), est une espèce de plantes à fleurs de la famille des Apiaceae. C'est une plante potagère d'origine andine cultivée en Amérique du Sud pour sa racine tubéreuse, riche en amidon. C'est un légume-racine qui développe après cuisson un goût intermédiaire entre le céleri, le chou et la châtaigne grillée. Très populaire en Amérique du Sud, cette plante y est l'objet d'une culture commerciale importante, notamment au Brésil. C'est la seule ombellifère domestiquée en Amérique du Sud.
Cette espèce appartient à la même famille botanique que la carotte, le panais, ou le céleri, mais, contrairement à ces dernière qui sont cultivées comme espèces bisannuelles propagées par graines, elle est cultivée comme une plante vivace propagée par multiplication végétative.

## Liste des variétés
Selon Tropicos (22 févr. 2013) :
- variété Arracacia xanthorrhiza var. andina (Britton) S. Knudsen, Sørensen & Hermann
- variété Arracacia xanthorrhiza var. monocarpa S. Knudsen, Sørensen & Hermann
- variété Arracacia xanthorrhiza var. xanthorrhiza